# بلش (صربستان)
بلش (به صربی: Beleš) یک منطقهٔ مسکونی در صربستان است که در دیمیتروگراد واقع شده‌است. بلش ۸۳۰ نفر جمعیت دارد.